# Hải Phòng (tỉnh)

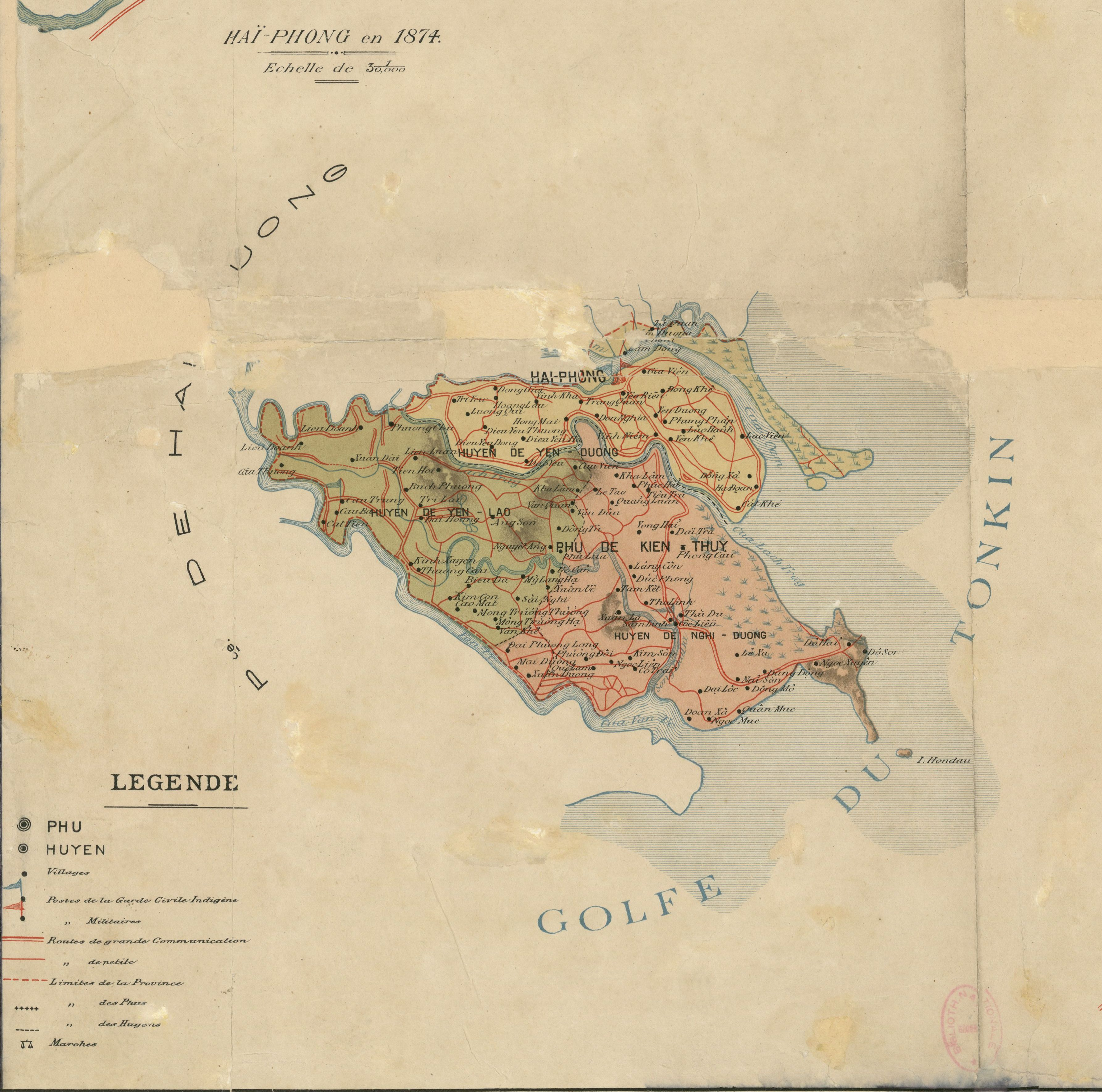
Bản đồ tỉnh Hải Phòng

Hải Phòng là một tỉnh cũ ở miền Bắc Việt Nam vào cuối thế kỷ 19. Tỉnh này chỉ tồn tại một thời gian ngắn từ năm 1887 đến năm 1902. Đây là tiền thân của thành phố Hải Phòng ngày nay.

## Địa lý
Tỉnh Hải Phòng có vị trí địa lý:
- Phía đông giáp Vịnh Bắc Bộ
- Phía tây và phía nam giáp tỉnh Hải Dương
- Phía bắc giáp Quảng Yên.

## Lịch sử
Tỉnh Hải Phòng được lập vào năm Đồng Khánh thứ 2 (1887) trên cơ sở tách một phần tỉnh Hải Dương, bao gồm: ba huyện An Dương, Nghi Dương, An Lão; hai tổng Đâu Kiên và Du Viên thuộc huyện Kim Thành cùng bốn xã Tả Quan, Lai Dương, Lâm Động, Bính Động thuộc huyện Thủy Nguyên. Công sứ Pháp đầu tiên ở tỉnh Hải Phòng là Jean R. Bonnal
Đến năm Thành Thái thứ 3 (1891), toàn bộ huyện Thủy Nguyên cùng với tổng Quan Trang, huyện Kim Thành và tổng Quỳnh Hoàng, huyện Hiệp Sơn được sáp nhập vào tỉnh Hải Phòng.
Năm Thành Thái thứ 5 (1893), lại tách toàn bộ huyện Tiên Lãng, tổng Vụ Nông thuộc huyện Hiệp Sơn và hai tổng Ngọ Dương, Hà Nhuận thuộc huyện Kim Thành để sáp nhập vào tỉnh Hải Phòng.
Ngày 19 tháng 7 năm 1888, chính quyền thực dân Pháp thành lập thành phố Hải Phòng.
Ngày 1 tháng 10 năm 1888, vua Đồng Khánh ra dụ nhượng hẳn thành phố Hải Phòng cho Pháp, tuy nhiên thành phố vẫn tạm thời tiếp tục là tỉnh lỵ tỉnh Hải Phòng.
Đến ngày 31 tháng 8 năm 1898, Toàn quyền Đông Dương quyết định tách thành phố Hải Phòng thành đơn vị hành chính riêng và chuyển tỉnh lỵ Hải Phòng về làng Phù Liễn.
Đến năm 1902, tỉnh Hải Phòng được đổi tên thành tỉnh Phù Liễn.
Đến năm 1906, lại đổi thành tỉnh Kiến An.